# 魔導師は平凡を望む
『魔導師は平凡を望む』（まどうしはへいぼんをのぞむ）は、広瀬煉による日本のライトノベル。小説家になろうにて2012年2月より連載され、書籍版はアリアンローズ（フロンティアワークス）にて2013年10月から刊行されている。2019年9月時点でシリーズ累計部数は60万部を突破している。
2015年には朗読劇化されている（詳細は後述）。2017年4月にはコミカライズ企画が進行中であることが発表、同年11月末よりWebコミックサイト『Renta!』にて連載が開始され、2019年11月まで連載された。2018年2月にはドラマCD企画が進行中であることが発表、同年7月12日にドラマCDが発売された。
異世界にある日突然飛ばされた主人公・香坂御月が、現代日本のオタク知識をフル活用し、魔導師として異世界の国々で起こる様々な問題を「自らの娯楽を兼ねて」解決していくストーリー。

## 主な登場人物
声はドラマCD版。朗読劇のキャストは#朗読劇を参照。

### イルフェナ
香坂 御月（こうさか みづき）
声：豊口めぐみ
主人公。作中では原則として「ミヅキ」とカタカナ表記される。ドSと称される性格で、基本は自分と周りの人達が最優先の主義。無詠唱で魔法を発動させたり、常識を覆す魔法を使えたりできることから「魔導師」と呼ばれている。
魔法以外でも、オンラインゲームでの経験から始まり、世界史・科学知識・料理といった様々な知識や技能を駆使して逞しく生きている。自らを拾ってくれたイルフェナという国に所属し、特に自らの保護者であるエルシュオンに懐いているが、「最良の結果」を目指すあまり、エルシュオンの思惑を超え暴走することが多い。二つ名として『断罪の魔導師』や『魔王殿下の黒猫』があげられる。
エルシュオン・リトゥ・イルフェナ
声：小野友樹
イルフェナの第二王子で、ミヅキの事実上の保護者。親しい者達からは「エル」と呼ばれている。非常に高い魔力を持っているため「魔王」とあだ名されているが、魔力が高過ぎるがゆえに体への負担が大きすぎるという理由から、実は魔法が全く使えない。目的のために暴走するミヅキをかなり甘やかしている（結果を出しているので叱るに叱れない）ことから、ミヅキを知る人々からは「親猫」扱いされる。また、暴走するミヅキを止めることの出来る『最後の良心』。
アルジェント・バシュレ
声：鳥海浩輔
イルフェナの騎士隊の一つ「白き翼」の隊長で、ミヅキの守護役。通称は「アル」。非常に美形だが「自分より強い者に苦痛を与えられることに悦びを感じる」という変態的な特性持ちで、ミヅキと出会った当初にどつかれまくったことでミヅキに求婚、守護役となる。エルシュオン、クラウスとは幼馴染。
クラウス・ブロンデル
声：石川界人
イルフェナの騎士隊の一つ「黒き翼」の隊長で、やはりミヅキの守護役。魔道具の製作以外興味が無い職人気質で、従来の発想を飛び越えた魔道具をいくつも開発するミヅキに興味を持ち、求婚。アルジェント同様、守護役に収まった。両親からはいつか魔道具の嫁を作りかねないと心配されていた。
騎士s（書籍版では「騎士ズ」）
声：河本啓佑（アベル）、土田玲央（カイン）
双子の兄弟騎士で、本名は「アベル・ディーボルト」と「カイン・ディーボルト」。元々は異世界に飛ばされたミヅキを王都に連れて行くために派遣された騎士の一員に過ぎず、当初はモブ要員扱いだったが（実際ストーリーのかなり後になるまで名前が出なかった）、後に重要な脇役の一人となった（とはいえ、名前が出た後もミヅキからは基本「騎士s」とひとくくりで扱われている）。彼らの危機察知能力は数年前に亡くなった母親譲りである。ミヅキと接するうちに段々と図太く成長していった。
ゴードン
元宮廷医師で、レックバリ侯爵の甥。ミヅキを一番最初に見つけ、保護した人。善人。調薬が得意。
レックバリ侯爵
ミヅキのゼブレスト後宮破壊任務終了後の騒動にて、グランキン子爵の後ろ盾となっていた。長年国に尽くし、王や側近達の信頼の篤い愛国者。ミヅキに「狸様」と呼ばれている。

### ゼブレスト
ルドルフ・イル・ゼブレスト
ゼブレスト王。後宮に后狙いで娘を送り込んでくるわがままな貴族たちに手を焼き、エルシュオンに助けを求めたところミヅキを紹介される。ミヅキ曰く「似た者同士」らしく、初対面からいきなり親友となった。後の『粛清王』。
アーヴィレン・クレスト
ゼブレストの宰相。通称「アーヴィ」普段は非常に実力主義で冷酷な人物だが、逆に実力を認めた人物には親身になって対応するため、ミヅキからは「（ゼブレストの）おかん」と呼ばれている。実力至上主義。
セイルリート・クレスト
ゼブレストの将軍。作中では通常「セイル」と略して呼ばれる。ずば抜けた美貌の持ち主。ゼブレストでの一連の騒動の結果、最終的にミヅキを気に入り、求婚。第三の守護役となる。実はゼブレスト最強の人物と名高い「紅の英雄」の正体でもある。
エリザ・カルリエド（旧姓ワイアート）
ルドルフの侍女で、側近の一人でもある。ルドルフの乳兄弟。作中にてカルリエド伯爵家に嫁いでいる。ルドルフに忠誠を誓い、ミヅキを敬愛している反面セイルリートのことは嫌っている節がある。
おたま
王城（というより後宮）の一角にある池に住むカエルの魔物の長個体。通称「タマちゃん」。この世界のカエルは体も大きく知能も高い。ミヅキやゼブレストの騎士達に育てられ、ルドルフのために仲間達と共に活躍中である。『魔導師のカエル』。

### アルベルダ
グレン・ダリス
「アルベルダの知将」の異名を取る人物。実はミヅキと同じく現代日本から転生した異世界人だが、異世界へトリップ当時アルベルダ国内が混乱状態だったため、異世界人と気づかれないまま現在に至る（そのため異世界人であるにも関わらず守護役がいない）。ミヅキとは同じオンラインゲームでチームを組んでいた仲で、当時はミヅキよりも年下だったが（グレン曰く「ミヅキは師匠」）、なぜかミヅキよりも二十数年前の異世界に飛ばされたため、ミヅキと再会した時は40代半ばになっていた。ミヅキいわく赤猫。
ウィルフレッド
アルベルダ国王。イルフェナ王妃の従兄弟。当時１７歳のグレンを拾い、この世界の常識などを嬉々として教え、弟分としても構い倒した。グレンの保護者的存在。アルベルダの混乱を沈め、国をまとめた。性格はノリの良いおちゃめな人。

### コルベラ
セレスティナ
コルベラ王の末子。作中では通常「セシル」と呼ばれる。キヴェラの王太子に正妃として嫁ぐが、当の王太子が寵妃に熱を上げていた影響で冷遇された。世話係も仕事せず、まともな食事すらないほどの危機的な状況が続いた。ミヅキの手引でキヴェラから脱出してコルベラに帰還し、以後ミヅキの守護役の一人となる。
エメリナ
セシルの侍女。通称「エマ」。セシルがキヴェラに嫁いだ際にお付の侍女としてキヴェラに同行していたため、一連の冷遇の様子を日記に記録していた。後のブリジアス領主夫人。

### キヴェラ
キヴェラ王
大国キヴェラの王。王としてはかなり有能であり、ルーカスが怯む唯一の相手。セシルとルーカスの件で一時ミヅキと対立するが、後に和解し、第7巻ではノーランドとの対立においてミヅキに砦を貸し出すなど協力体制を取るまでになった。
ルーカス
初登場時はキヴェラの王太子。セシルを冷遇し、公には寵姫のエレーナを伴っている。傲岸不遜な性格で、それが災いしミヅキに反撃を喰らい、最終的に廃嫡され臣籍降下した。ただ公爵として、依然キヴェラの貴族社会には大きな影響力を持つ。
エレーナ・アディンセル
ルーカスの寵姫。生粋のキヴェラ人ではない子爵令嬢。実はキヴェラに滅ぼされた小国・ブリジアスの貴族に連なる血筋で、王太子を利用して内部からキヴェラを瓦解させることを狙っていた。ミヅキがセシルを逃亡させたことから始まる一連の騒動においてその正体を表し、キヴェラに一矢報いることに成功。ただ復讐を果たした結果「裏切り者」として厄介者扱いされることを避けるため、最終的に一族と共に自害の道を選んだ。

### バラクシン
アリサ
ミヅキやグレンとは異なる世界からやってきた異世界人。無邪気かつ頑張り屋な性格だが、この世界の貴族社会に馴染むことができず、当初は貴族の常識を一切理解していない、夫のエドワードに依存するなどの言動から「問題児」扱いを受けていた。しかし、ミヅキによって「異世界人への不理解」や「周囲の嫌がらせを発端とした人間不信」が原因だと判明、イルフェナで己の無知と周囲の優しさを知り、エドワードと離縁して民間人に戻った。現在はエドワードと再び夫婦となるため奮闘している。当初はミヅキも距離を置いていたが、現在は料理を教えるなど友人として大切にしている。

### カルロッサ
ジークフリート・フェアクロフ
カルロッサの英雄・フェアクロフ伯爵家の三男。通称「ジーク」。ミヅキが「脳筋美形」と呼ぶように、見た目は非常に美形なのだが全く女性に興味が無く、パートナーに求めるものも「自らよりも強い、もしくは背中を預けられる」というもの。セシルとミヅキの逃亡劇の最中、カルロッサ国内のとある村を襲った巨大蜘蛛をミヅキと協力して討伐したことでミヅキを気に入り、いろいろ揉め事はあったものの、最終的にミヅキの守護役の一人となる。

## 用語
守護役
異世界人に対し、国家からの指名で付けられる人物。建前は「異世界人を保護する」ための役職だが、実態は「異世界人が何らかの理由で暴走した場合にそれを抑えこむ」役割も担うため、通常はそれだけの実力を持つ人物でないと指名されない。異性同性に関わらず形式上「婚約者」の形を取るのが一般的。
魔法
この世界においては「魔術師が、自らのイメージまたは呪文によって固定化された事象を、魔力を使って具現化させたもの」という扱いになっている。通常の魔術師は呪文の詠唱により魔法を行使するが、ミヅキは詠唱なしで魔法の行使が可能なほか、現代日本の知識を利用した様々な魔法が使えるため、魔術師の上級職である「魔導師」扱いとなった。ただしミヅキの場合、転生時に言語翻訳能力を得てしまった弊害により、詠唱による魔法が使えないほか、一般的な魔法の中にも使えないものがある。
狭間の旅人
この世界に突如招かれた異世界人のことを指す。何らかの恩恵をこの世界に与えることもある異端者。時に災いとされる。

## 既刊一覧

### 小説
- 広瀬煉（著）・⑪（イラスト） 『魔導師は平凡を望む』 フロンティアワークス〈アリアンローズ〉、既刊34巻（2025年8月12日現在）
  1. 2013年10月20日第一刷発行（10月12日発売[8]）、ISBN 978-4-86134-658-3
  2. 2013年12月20日第一刷発行（12月12日発売[9]）、ISBN 978-4-86134-677-4
  3. 2014年3月20日第一刷発行（3月12日発売[10]）、ISBN 978-4-86134-691-0
  4. 2014年5月20日第一刷発行（5月12日発売[11]）、ISBN 978-4-86134-703-0
  5. 2014年7月20日第一刷発行（7月11日発売[12]）、ISBN 978-4-86134-713-9
  6. 2014年10月20日第一刷発行（10月11日発売[13]）、ISBN 978-4-86134-737-5
  7. 2014年12月20日第一刷発行（12月12日発売[14]）、ISBN 978-4-86134-755-9
  8. 2015年3月20日第一刷発行（3月12日発売[15]）、ISBN 978-4-86134-773-3
  9. 2015年5月20日第一刷発行（5月12日発売[16]）、ISBN 978-4-86134-788-7
  10. 2015年8月20日第一刷発行（8月12日発売[17]）、 ISBN 978-4-86134-809-9
    - 「特装版」同日発売[18]、ISBN 978-4-86134-810-5

  11. 2015年11月20日第一刷発行（11月12日発売[19]）、ISBN 978-4-86134-832-7
  12. 2016年1月20日第一刷発行（1月12日発売[20]）、ISBN 978-4-86134-848-8
  13. 2016年3月20日第一刷発行（3月12日発売[21]）、ISBN 978-4-86134-862-4
  14. 2016年5月20日第一刷発行（5月12日発売[22]）、ISBN 978-4-86134-878-5
  15. 2016年8月20日第一刷発行（8月12日発売[23]）、ISBN 978-4-86134-902-7
  16. 2016年11月20日第一刷発行（11月11日発売[24]）、ISBN 978-4-86134-944-7
  17. 2017年2月20日第一刷発行（2月10日発売[25]）、ISBN 978-4-86134-967-6
  18. 2017年5月20日第一刷発行（5月12日発売[26]）、ISBN 978-4-86134-999-7
  19. 2017年8月20日第一刷発行（8月12日発売[27]）、ISBN 978-4-86657-031-0
  20. 2018年2月20日第一刷発行（2月10日発売[28]）、ISBN 978-4-86657-092-1
  21. 2018年6月20日第一刷発行（6月12日発売[29]）、ISBN 978-4-86657-137-9
  22. 2018年10月20日第一刷発行（10月12日発売[30]）、ISBN 978-4-86657-182-9
  23. 2019年5月20日第一刷発行（5月11日発売[31]）、ISBN 978-4-86657-245-1
  24. 2019年9月20日第一刷発行（9月12日発売[32]）、ISBN 978-4-86657-285-7
  25. 2020年2月20日第一刷発行（2月12日発売[33]）、ISBN 978-4-86657-324-3
  26. 2020年11月20日第一刷発行（11月12日発売[34]）、ISBN 978-4-86657-396-0
  27. 2021年5月20日第一刷発行（5月12日発売[35]）、ISBN 978-4-86657-452-3
  28. 2021年10月20日第一刷発行（10月12日発売[36]）、ISBN 978-4-86657-479-0
  29. 2022年5月20日第一刷発行（5月12日発売[37]）、ISBN 978-4-86657-544-5
  30. 2022年10月20日第一刷発行（10月12日発売[38]）、ISBN 978-4-86657-594-0
  31. 2023年4月12日発売[39]、ISBN 978-4-86657-647-3
  32. 2024年1月12日発売[40]、ISBN 978-4-86657-727-2
  33. 2024年9月12日発売[41]、ISBN 978-4-86657-796-8
  34. 2025年8月12日発売[42]、ISBN 978-4-86657-874-3

### ドラマCD書籍
- 広瀬煉（著）・⑪（イラスト） 『魔導師は平凡を望む 〜愛しき日々をイルフェナで〜』 フロンティアワークス〈OtomoBooks〉、2018年7月12日発売[43]、ISBN 978-4-86657-148-5

### 漫画
- 広瀬煉（著）・⑪（キャラクター原案）・太平洋海 （作画） 『魔導師は平凡を望む』 フロンティアワークス〈アリアンローズコミックス〉、全3巻
  - 2018年6月12日発売[44]、ISBN 978-4-86657-139-3
  - 2019年6月12日発売[45]、ISBN 978-4-86657-255-0
  - 2020年2月12日発売[46]、ISBN 978-4-86657-326-7

## 朗読劇
2015年5月23日・24日に彩の国さいたま芸術劇場大ホールで朗読劇として上演された。

### キャスト
- ミヅキ - 名塚佳織[48]
- エルシュオン - 黒羽麻璃央[48]
- アルジェント - 渡辺和貴[48]
- クラウス - 豊永利行[48]
- テオドール - 大河元気[48] ※朗読劇オリジナルのキャラクター
- ルドルフ - 水石亜飛夢、富田翔、神永圭佑 ※マルチキャスト
- ゴードン（声の出演） - 井上和彦[47]

## コラボレーション
フロンティアワークスのPC向けブラウザゲーム「ヒロイックソングス!」にて、アリアンローズ作品とのコラボレーションが行われ、前半は2017年7月3日 - 17日まで「隅でいいです。構わないでくださいよ。」、後半は2017年7月17日 - 31日まで「魔導師は平凡を望む」の著者による書き下ろしの限定コラボクエストがリリースされた。